# Tephrosia rufescens
Tephrosia rufescens är en ärtväxtart som beskrevs av George Bentham. Tephrosia rufescens ingår i släktet Tephrosia och familjen ärtväxter.

## Underarter
Arten delas in i följande underarter:
- T. r. paraguayensis
- T. r. rufescens